# 국도 제45호선 (핀란드)

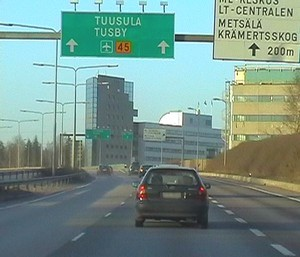
헬싱키-투술라 사이를 이어주는 간선도로의 광경

국도 제45호선(핀란드어: Kantatie 45, 스웨덴어: Stamväg 45)은 헬싱키에서 출발하여 반타를 거쳐 휘빙캐까지 이어주는 총연장 51km의 거리를 가진 핀란드의 2급형 일반 국도이다. 주요 경유지로는 헬싱키의 캬퓔라에서 투술라의 하이리랴까지 이어주지만, Tuusulanväylä(스웨덴어: Tusbyleden)라는 간선도로의 별칭도 물론 가지고 있다. 또한 휘빙캐의 마을 경계선상에 자리잡고 있는 도로인 국도 제3호선과도 접촉된다.

## 주요 경로
- 헬싱키 (캬퓔라(영어판)와 파킬라(영어판))
- 반타 (탐미스토(핀란드어판)와 코이부하카(핀란드어판))
- 투술라 (하이리랴(영어판)와 루수챠르비(핀란드어판))
- 누르미얘르비 (누카리(영어판))
- 휘빙캐